# ボラード

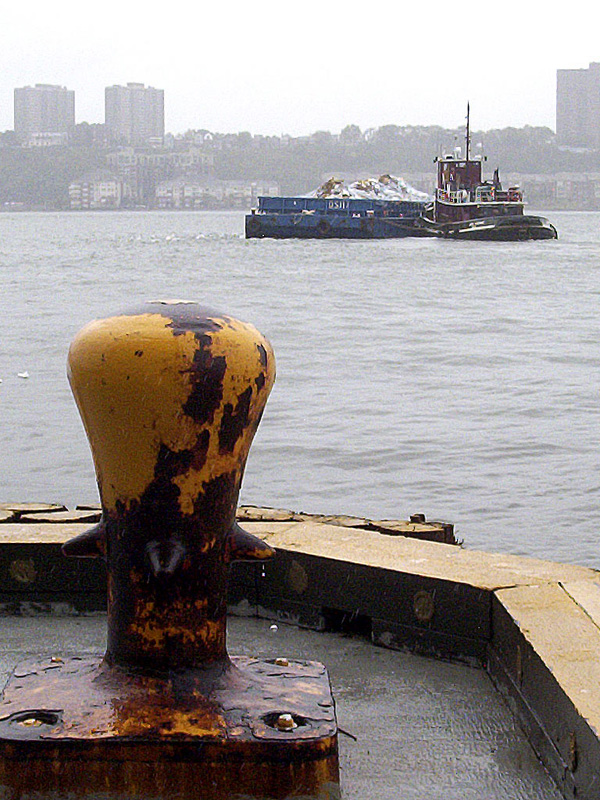
岸壁に設置された繋留用のボラード（係船柱）

ボラード（英語: bollard）は、岸壁に設置して船を繋留したり、道路や広場などに設置して自動車の進入を阻止したりする目的で設置される、地面から突き出した杭である。本来の意味は、岸壁に設置して船を繋留する目的の方であったが、今では道路交通を制御したり指示したりするための様々な構造物をも指す。この言葉は船を係留していた木の幹を意味するboleという単語が変化した。

## 繋留用のボラード

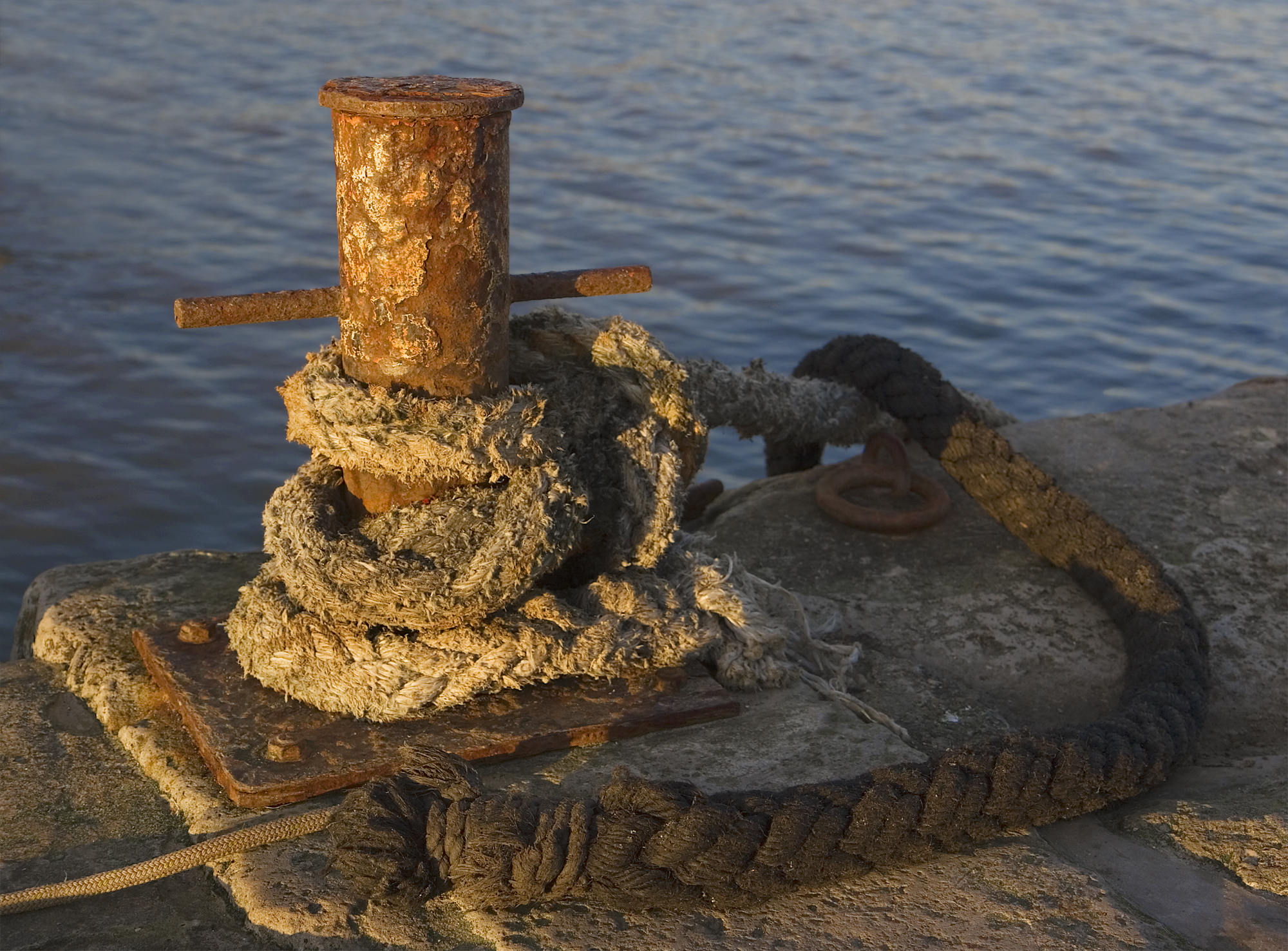
繋留用ボラード、イギリス、ライム・リージス (Lyme Regis)

繋留用のボラードは係柱（けいちゅう）、係船柱、繋船柱（けいせんちゅう）ともいう。2本並んだ双係柱のみをボラードと呼び、単一のものはビットと呼んで区別することもある。また船側でロープを掛ける突起物をボラードと呼ぶこともある。
英語のボラードという言葉は、ノルマン・フランス語のBoulardという単語から来ており、この言葉は今でもノルマンディー地方でしばしば見られる。この単語は岸壁に設置して船を繋留する短い木、鉄、石の柱を意味する。完全な円筒形のボラードは珍しく、典型的には上部の直径がキノコのように大きくなっていたり、上部が90度曲がって水平に伸びていたりして、繋留用ロープがほどけないようになっている。単一のボラードはしばしばクロスロッドを備えていて、8の字結びができるようになっている。
先に別の船が係留している場合は、そのロープのスプライス（輪）の中に自船のスプライスを通してから、係留することになる。こうすれば、どちらでも先に出航できる。
フィクション作品では港のボラードに足をかけるシーンが散見される。

## 道路のボラード

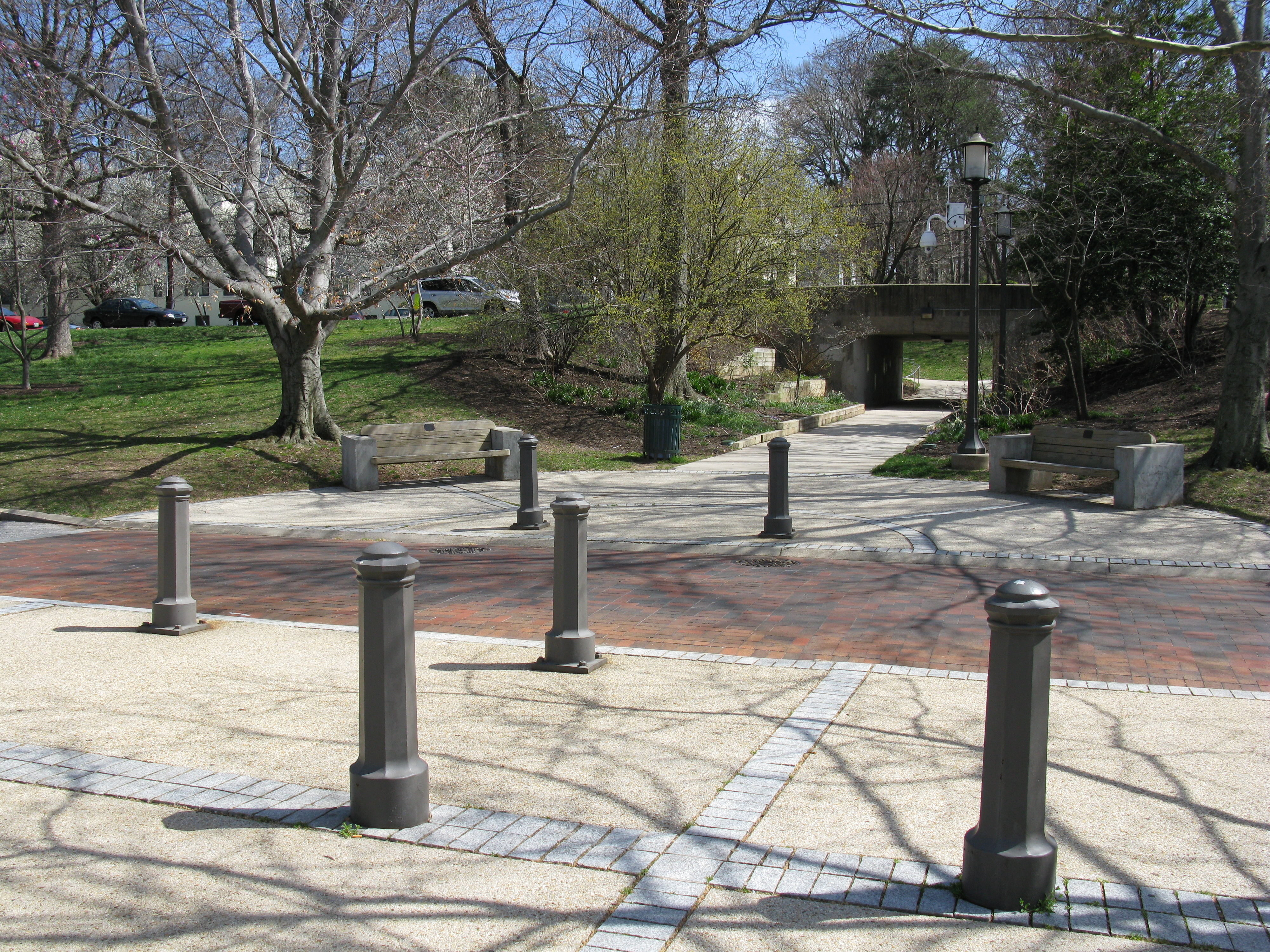
歩道と車道を区分するボラード、アメリカ合衆国・メリーランド州

広義に道路上の「ボラード」は、単路部の歩道と車道の境界で車両の進入を防ぐもの、道路施設などへ車両の衝突を防ぐもの、工事区間に車両の進入を防ぐものなど多くの用途が挙げられる。形状は一般に地面から直立したポール状のもので、材質はステンレス、石、樹脂など様々なものがある。ただし都市景観に配慮してデザインはポール状に限らず様々なものが用いられる。
日本の道路では狭義のボラードとして、交差点における横断歩道開口部および隅切り部（これらを総称して「交差点開口部」）に設置することで車両が歩道に進入することによる人的被害を防ぐことを目的としたものを指し、駒止めの一種として扱われている。
日本国内では衝突に対する強度の違いで、通常のボラードを「N型ボラード」、耐衝撃性のボラードを「H型ボラード」と呼んで区別する。特に後者は耐衝撃性の違いで、道路の設計速度が60 km/hに対応するものをHB種、50km/h以下でも対応可能なものをHc種として区別する。アメリカでは国務省外交安全局は2001年（平成13年）に「SD-STD-02.01 境界防護 バリア及びゲートの車両衝突試験方法」を策定してボラードを含む車両の侵入を防ぐテロ対策の施設全般に対する強度基準が定められている。
路面に埋め込まれたり固定されたりして移動不可能なものと、取り外しが容易に可能なものがある。取り外し可能なボラードは、緊急車両や業務車両の出入りに用いられる。取り除く場合は、地下の空洞にそのまま下ろして格納する方式のものと、取り外した穴に蓋をするものがある。取り外しが不可能な場合はボラードのみが埋め込まれた「土中式」、単独のボラードに対して単独の基礎を用いた「独立基礎式」、複数のボラードに対して単独の基礎を用いた「連続基礎式」がある。特に自動車から衝突を受けた場合、地中でボラードが折れ曲がる土中式の方が衝突に対する抵抗力が強いが、現実には地下埋設物の状況より基礎上面で折れ曲がる独立基礎式や連続基礎式が採用されることもある。
ボラードを一列に並べる時には、車椅子やシニアカーの占有幅より間隔を1.0 m以上確保するのが望ましい。そして、車両の進入を防ぐ場合（特に日本国内ではH形ボラードを設置する場合）は1.5 m以下とすることが求められる。ボラードの間に鎖やテープ、ロープなどを渡して歩行者の通行を規制し誘導できるものもある。

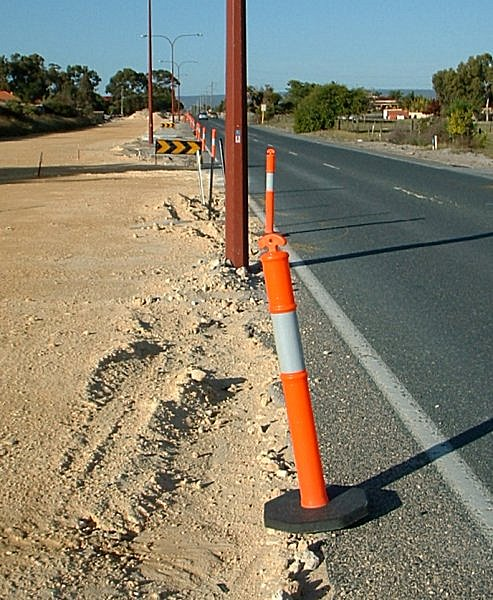
道路と工事現場を区分している交通制御用ボラード
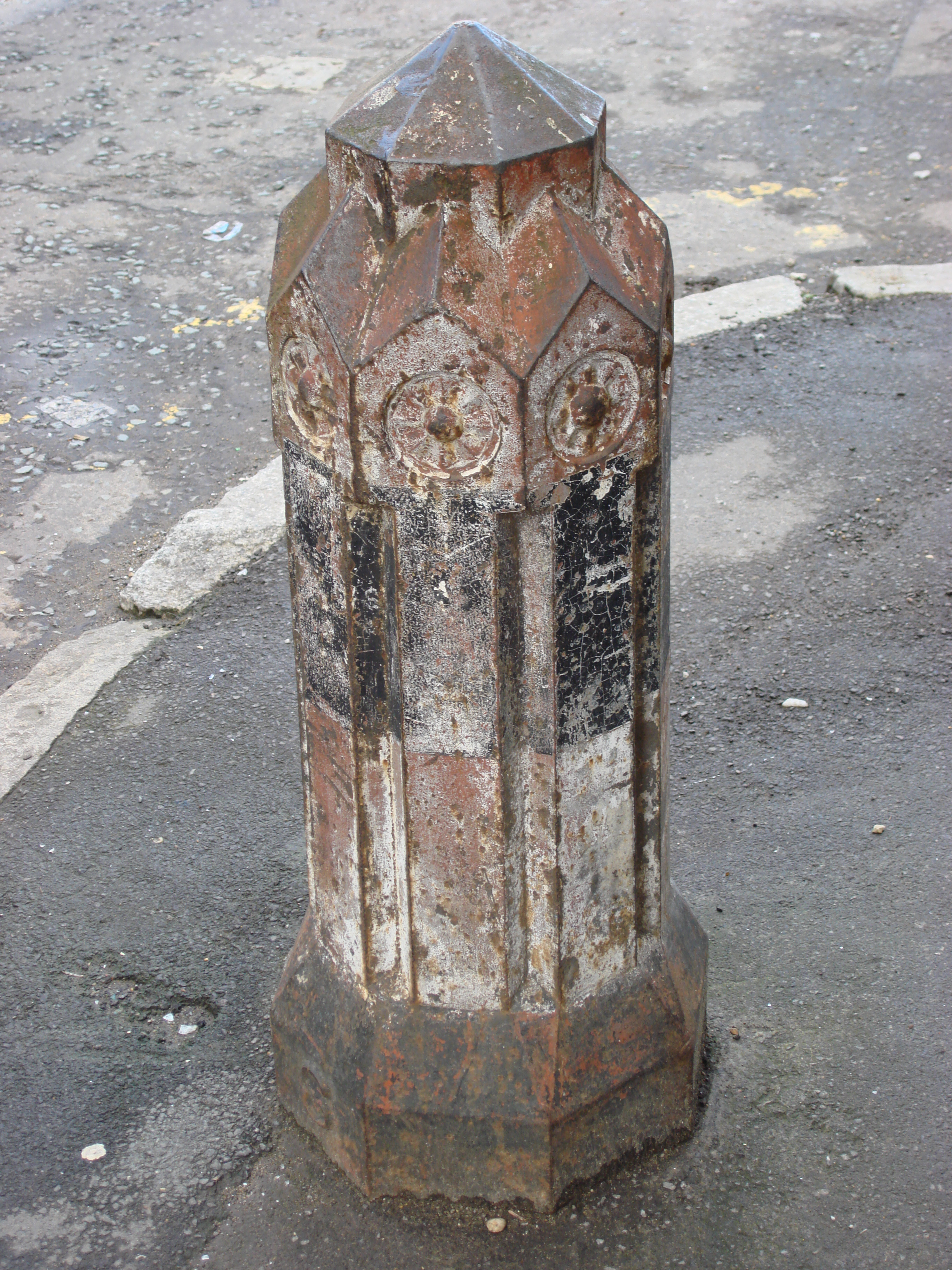
イースト・ロンドンにある古いボラード
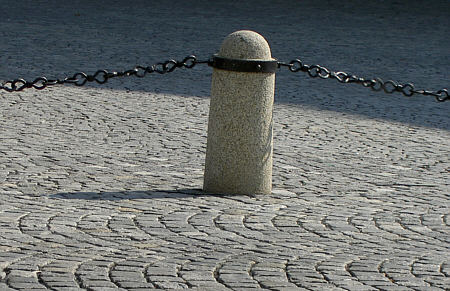
鎖が付いたボラード
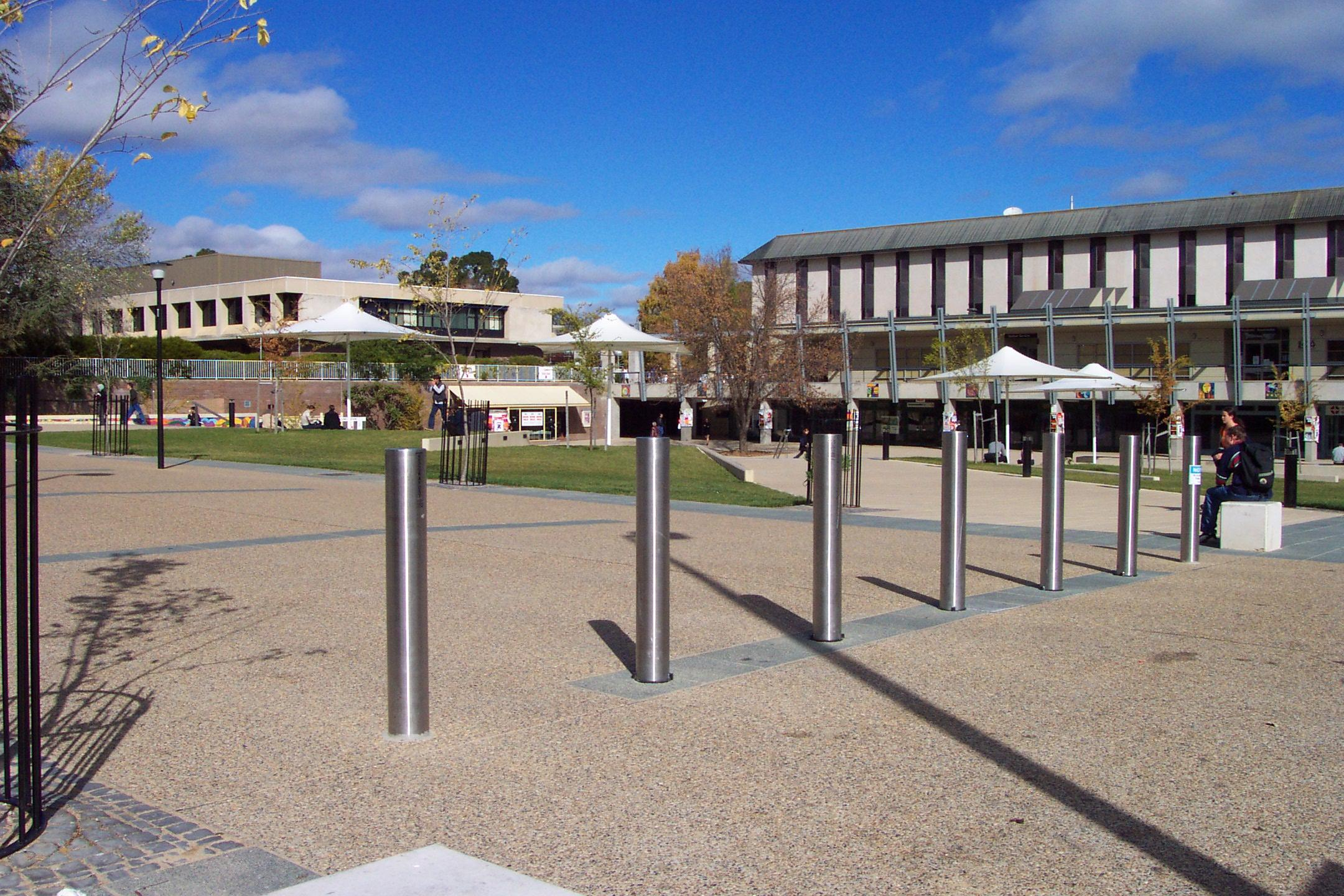
ステンレス鋼製ボラード

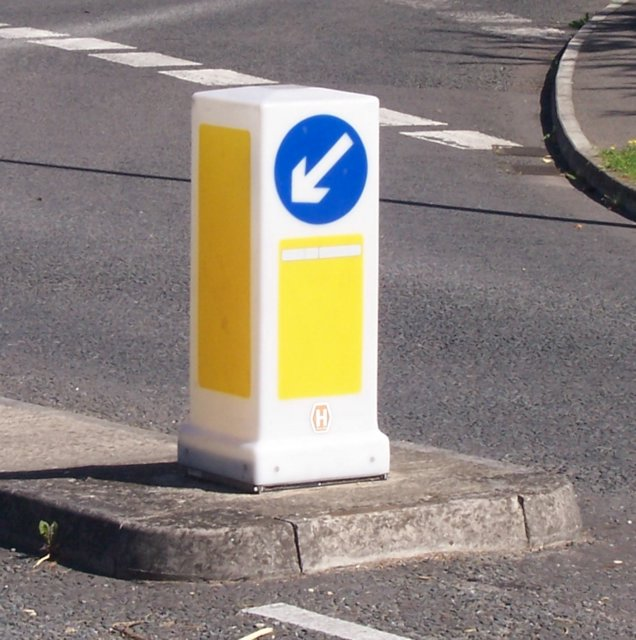
交通誘導用のボラード

交通を誘導する目的のボラードには、道路標識のような表示が付いていたり、内部に照明が備えられて夜間に光るようになっていたりする。こうしたボラードは車道中央の安全地帯などで見られる。また、対向車線との間に設置して、通行を区分したりUターンや対向車線を横断して脇道へ入ることを規制したりする。こうした目的ではプラスチック製のボラードが多く使われている。
ボラードは多くの場合固定的に同じ場所で用いることが前提となっており、道路工事の現場など一時的に使用する目的では自由に持ち運びができるロードコーンがよく用いられている。

### ライジングボラード
ライジングボラードとは、許可された車両が進入する際にボラードが下降することで通行できるようになる仕組みのボラードを指す。許可を受けた車両はICカードや無線機器、または登録したナンバープレートをカメラで検知することによってボラードを下降させる。欧州では通学路、観光地、歴史的中心市街地を対象として、1980年代から急速に設置が進んでいる。日本では新潟市中央区のふるまちモール6でゴム製のライジングボラードを社会実験で導入し、2014年（平成26年）8月から本格的に運用が開始された。
欧州で導入が進んでいる「ハードライジングボラード」は鋼製で高価な傾向にあるが、一方で日本での導入で採用例が多い「ソフトライジングボラード」は特殊ウレタン樹脂など弾力性がある素材を用いているため事故時の復旧も容易で緊急車両が押し倒して通行することが可能である。

## 登山におけるボラード
登山の用語では、ボラードは安定したアンカーポイントを作るための大きな雪や氷の塊のことを意味する。ボラードの大きさは雪質に応じて変化する。柔らかくて緩い新雪の場合は大きなものが良い。ボラードはとても強固なものであるが、作るためにとても時間が掛かるため、ピケットやアイススクリューなどのように用いられることは一般的ではない。

## ジーロングの装飾つきボラード
オーストラリア、ビクトリア州ジーロングでは屋外公共彫刻の一種として、風景を飾る装飾つきボラードが置かれている。通常これは木材でできており、伝統的な円筒形の木製繋留用ボラードの形からわずかに形を変えただけであるが、明るく人間の形に似せて塗装されている。歴史上の人物であったり現代の人物であったり、特定の人物であったり一般の人であったり、こうした人々のボラードは、1人で、あるいは集団で水辺や人々が集まる場所に置かれている。装飾付きボラードはジーロングのよく知られた特徴となっており、オーストラリアの主要な港としての歴史を反映している。

## その他の意味
- ボラードは地下の埋設物を表示するために用いられることがある。
- 「ザ・ボラード」(The Bollard) はメイン州ポートランドで発行されているオンライン独立媒体である。
- 「ボラード」 (USCGC Bollard) は、ロング・アイランド湾とナラガンセット湾北部で運航されているアメリカ沿岸警備隊のカッターである。